# Подхрањен
Подхрањен је насељено мјесто у граду Горажду, Босна и Херцеговина.

## Становништво
|         | 2013.       | 1991.        | 1981.        | 1971.        |
| Укупно  | 12 (100,0%) | 25 (100,0%)  | 36 (100,0%)  | 62 (100,0%)  |
| Бошњаци | 8 (66,67%)  | 15 (60,00%)1 | 21 (58,33%)1 | 46 (74,19%)1 |
| Срби    | 4 (33,33%)  | 10 (40,00%)  | 15 (41,67%)  | 15 (24,19%)  |
| Остали  | –           | –            | –            | 1 (1,613%)   |

1. 1 На пописима од 1971. до 1991. Бошњаци су пописивани углавном као Муслимани.